# Les Pléiades
Der Aussichtsberg Les Pléiades liegt im Norden von Blonay in der Schweiz und hat eine maximale Höhe von 1397 m ü. M. Er gilt – neben den Rochers de Naye – als Hausberg von Montreux.
Der Berg hiess ursprünglich Les Pleiaux, der heutige Name wurde ihm von dem Schriftsteller Philippe Bridel (1757–1845) mit Bezug zu den Pleiaden der griechischen Mythologie gegeben.
Man erreicht das südlich des höchsten Punktes gelegene Aussichtsplateau auf 1362 m ü. M. mit der Zahnradbahn der Transports Montreux–Vevey–Riviera, die von Vevey über Blonay nach Les Pléiades fährt.
Die Aussicht reicht über den südlich gelegenen Genfersee, das Rhonetal zwischen Rochers de Naye und Dents du Midi bis zu den schneebedeckten Eisriesen des Mont Blanc.
Les Pléiades sind berühmt für ihre wilden Dichternarzissen im Mai. Das Moor unterhalb von Les Pléiades, zwischen Prantin und Lally, wird von der Universität Lausanne betreut.

## Bilder

Les Pléiades oberhalb von Vevey (Plakat 1911)
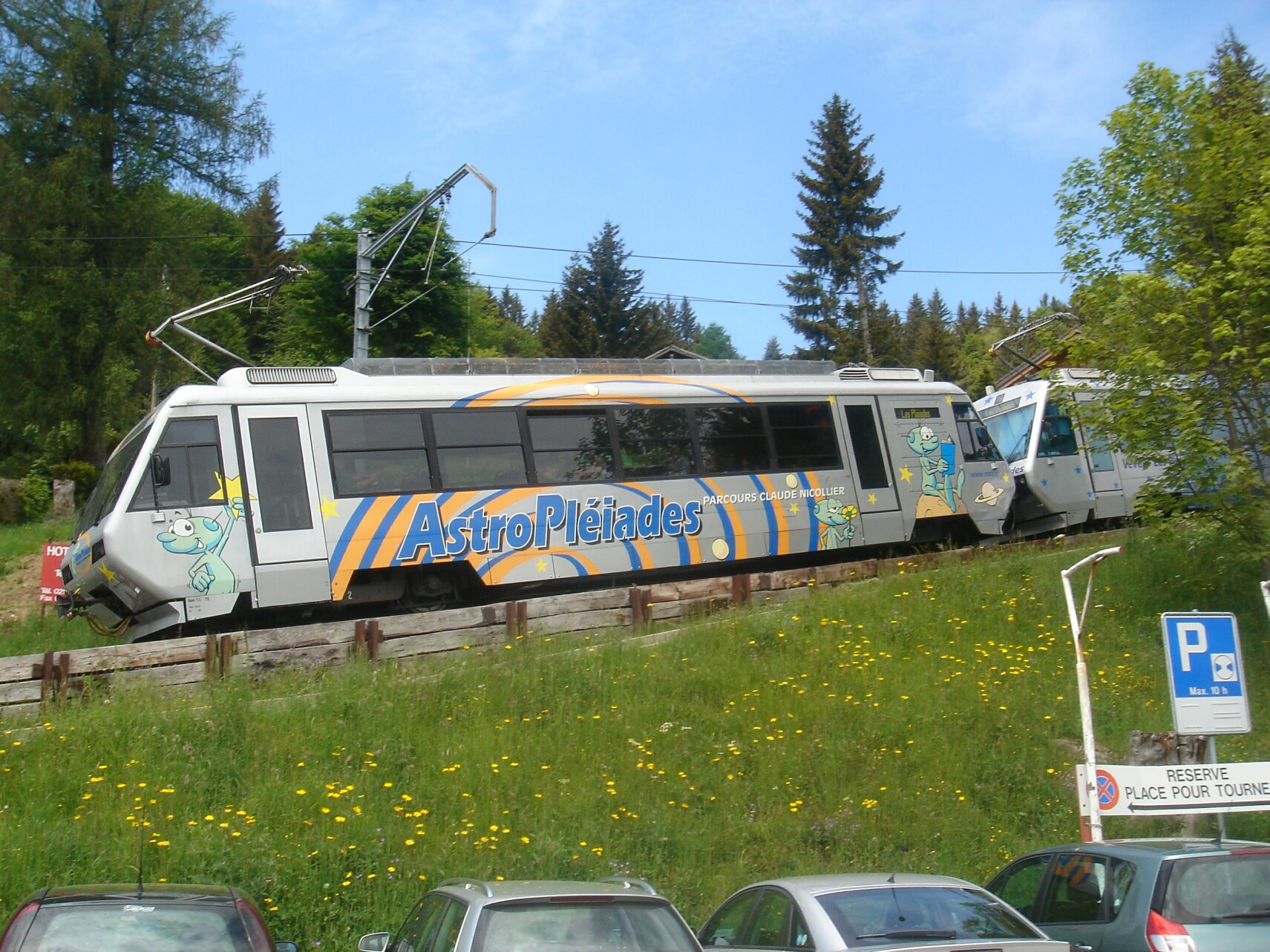
Die Zahnradbahn bei der Station Lally
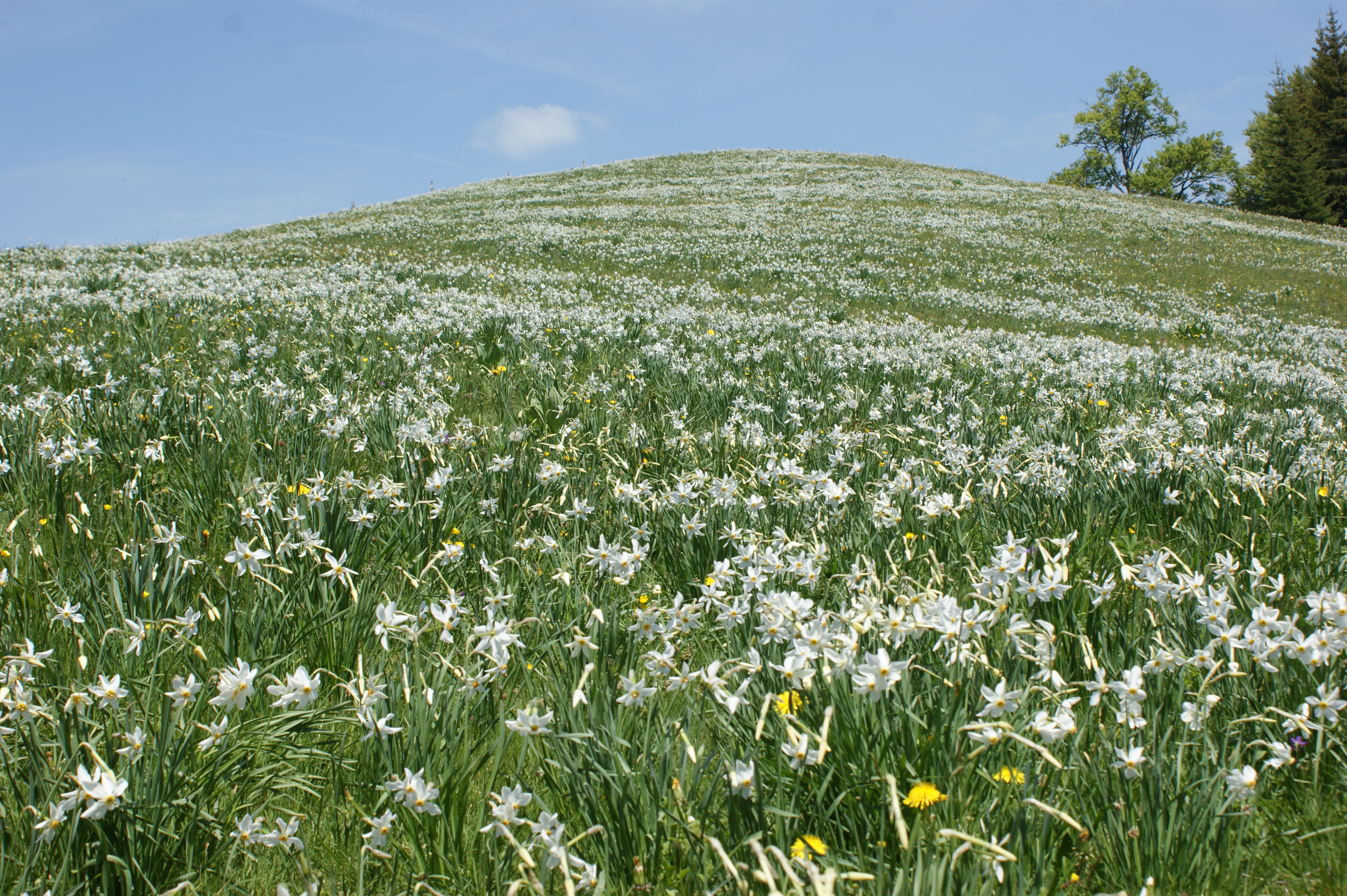
Narzissenfeld beim Gipfel
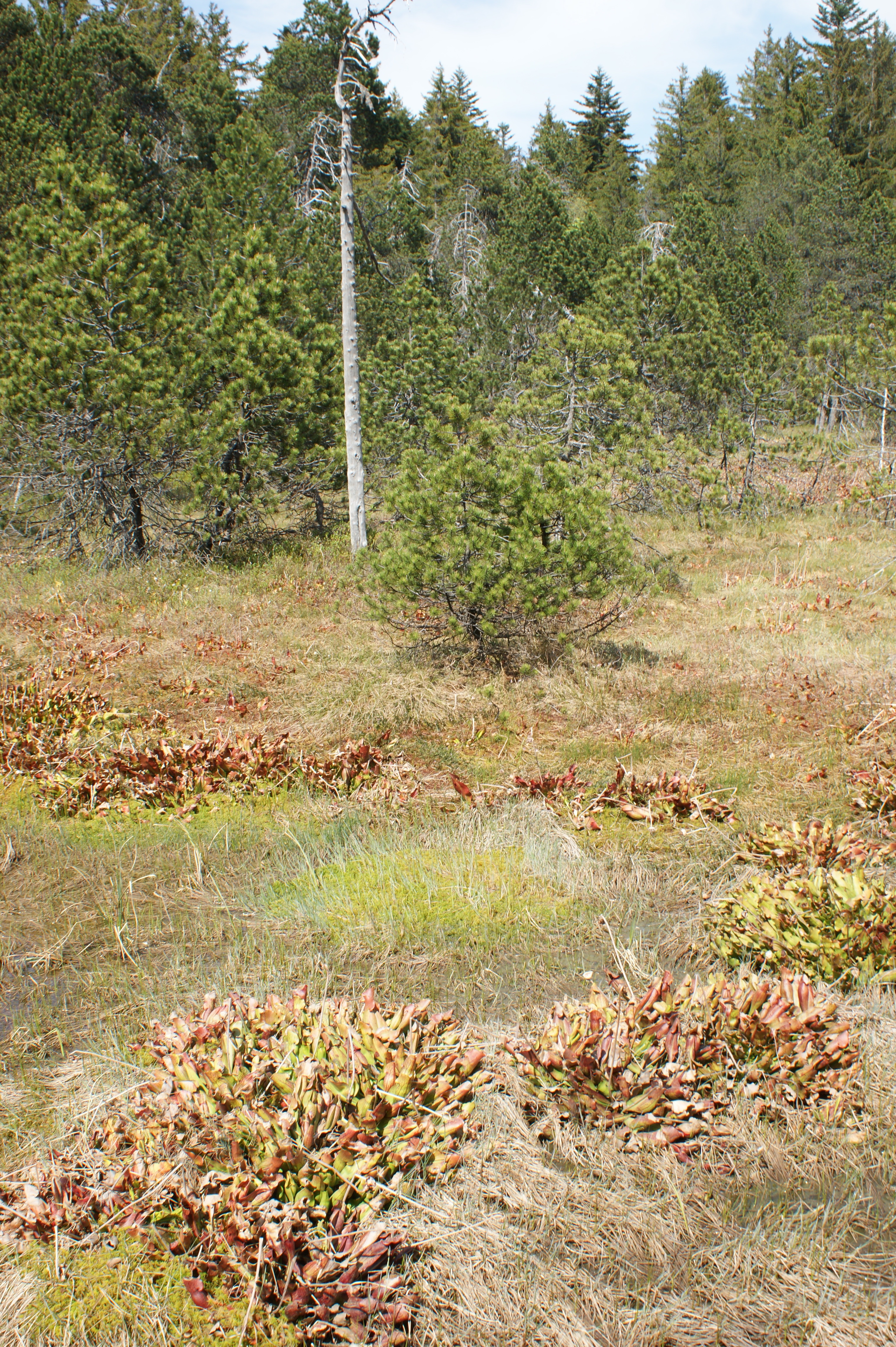
Fleischfressende Pflanzen im Hochmoor Marais des Tenasses